# Iglesia de la Asunción de la Virgen María (Most)

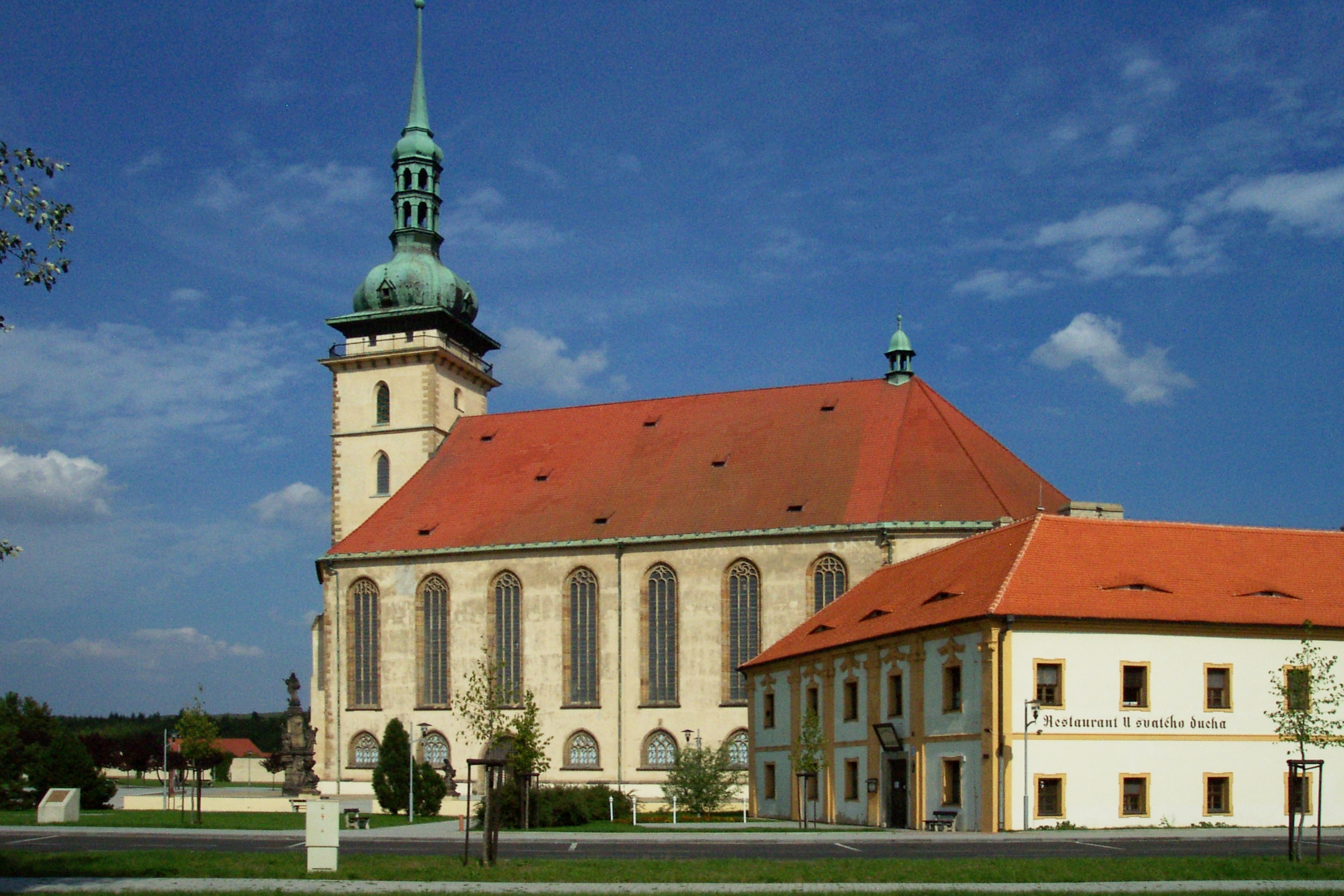
Iglesia de la Asunción de la Virgen María, Most. Al fondo el hospital del Espíritu Santo (2006).

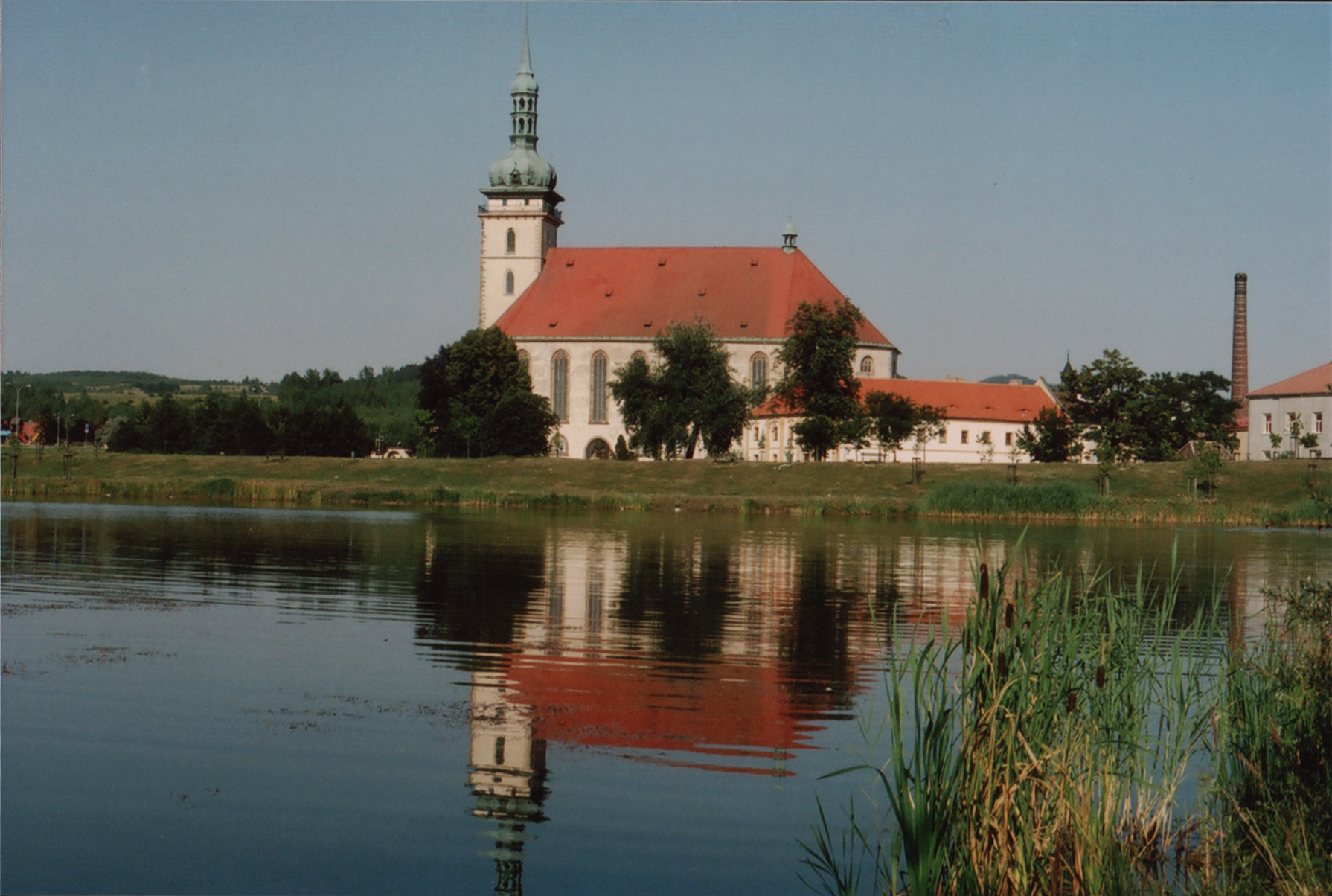
Otra vista de la iglesia.

La Iglesia de la Asunción de la Virgen María de la ciudad de Most, región de Ústí nad Labem, República Checa, es una iglesia de gótico tardío que fue construida en 1517-1550 después de un incendio de la ciudad en 1515. Se hizo famosa especialmente en 1975, cuando se trasladó a lo largo de las vías del ferrocarril de 841 metros para rescatarla de una ciudad que fue arrasada por la minería del carbón. El edificio se encuentra en la parte norte de Most, a 1 km al oeste de la estación y está registrado en el Libro Guinness de los récords como el objeto más pesado que se trasportó en las vías. La iglesia se convirtió el 8 de febrero de 2010 en Monumento Cultural de Interés Nacional.

## Iglesia original
El predecesor de la iglesia actual era una basílica de tres naves de gótico primero que fue construida entre 1253 y 1257 (ello resulta de documento pontificio del papa Bonifacio VIII de 1296). De la iglesia original se ha conservado sólo su cripta oriental y la muralla circunferencial interna de la torre oeste.

## Renovación de la iglesia

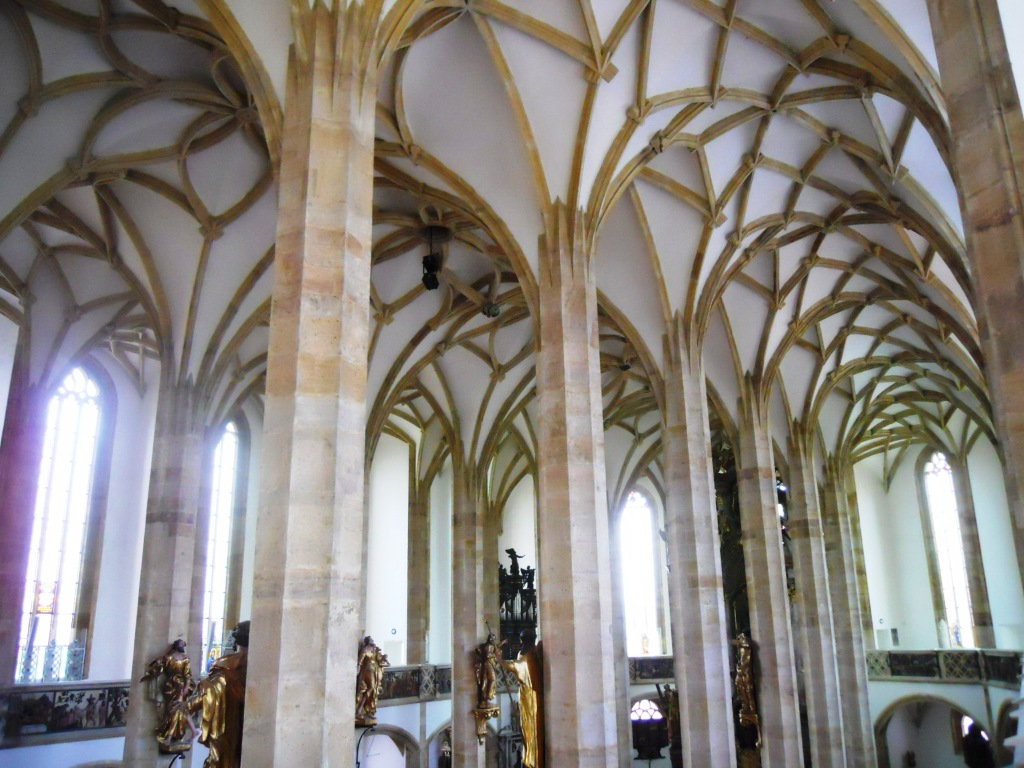
Bóveda de la iglesia desde la tribuna.

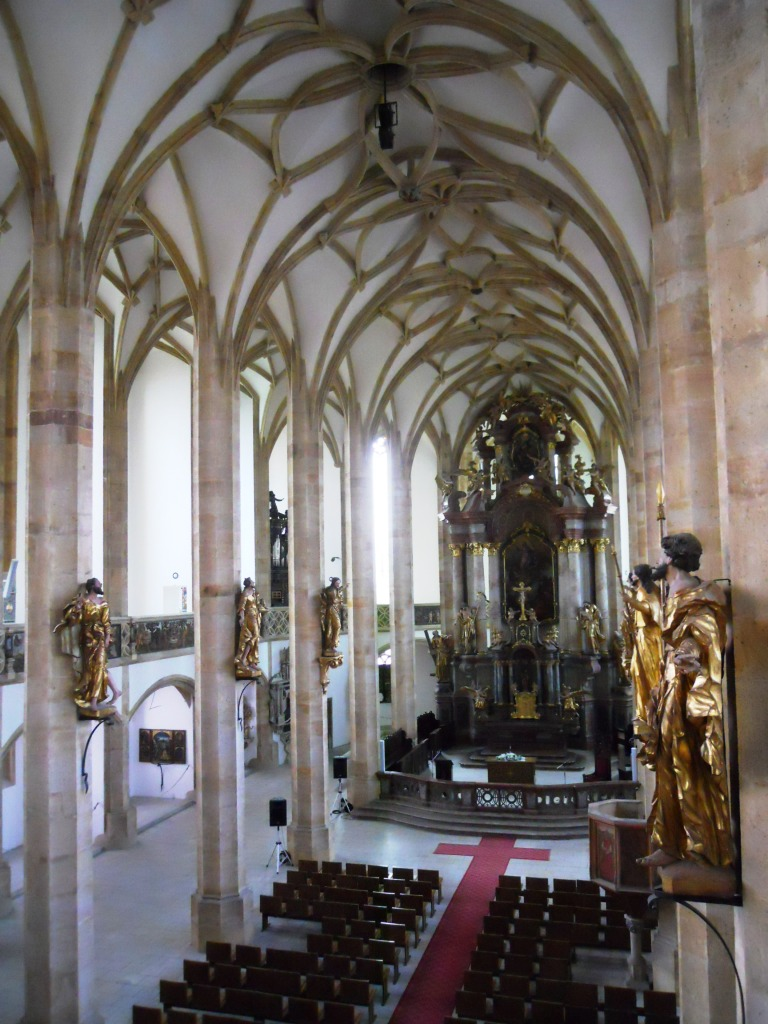
El interior, visto hacia el altar.

En 1515 la ciudad Most fue destruida por el fuego, lo que tuvo influencia importante sobre el aspecto arquitectónico posterior de la ciudad. El 20 de agosto de 1517 se inició la construcción de una nueva iglesia sobre las ruinas de la iglesia antigua. Su restauración fue confiada al arquitecto Jakub Heilmann de Schweinfurt, que diseñó la iglesia como un gran edificio de tres naves con pilares colocados dentro, con el presbiterio pentagonal, con una torre cuadrada con una galería en la fachada, el nártex en la pared norte y la sacristía al noroeste. En el primer año de construcción llevaron a cabo las demoliciones. Fue en 1518 cuando el maestro Jakub entregó el proyecto de construcción nuevo y George (Jörg) de Maulbron llevó a cabo su gestión. Después de él, en 1531, se hizo cargo de la gestión de la construcción Peter Heilmann. En la segunda década del siglo XVI se terminaron las bóvedas de las capillas, se levantaron los pilares internos y se colocaron las bóvedas de crucería. En 1532 se pusieron cristales y se tallaron las bóvedas. En 1549 se terminó la construcción rugosa y alrededor de 1550 se crearon portales ya en el estilo renacentista. En el próximo incendio de la ciudad en 1578 la iglesia fue destruida parcialmente de nuevo y se estuvo reparando hasta 1602. Mientras tanto (en 1594) la iglesia fue consagrada por el arzobispo Zbyněk Berka de Dubé. En 1650 la iglesia fue cubierta con un techo nuevo. Unos ajustes menores en el exterior e interior del edificio siguieron a través de los siglos.

## Traslado de la iglesia
En 1964, debido a la minería del carbón, fue aprobada la demolición gradual de los edificios de la ciudad original y al mismo tiempo comenzó la construcción de una nueva zona de viviendas al sur de la ciudad. Con eso se comenzó a abordar la cuestión de qué hacer con este monumento arquitectónico tan importante. La resolución del Gobierno N º 612 de Checoslovaquia del 18 de noviembre de 1964 ordenó que la iglesia decana sería preservada. Para el rescate de la iglesia se elaboraron un total de 11 posibilidades. La posibilidad de reducir o detener la minería no se incluyó entre las propuestas. Como la opción más conveniente, aunque no la más barata, fue finalmente elegida trasladar la iglesia como un todo, a unos cientos de metros de distancia, en la cercanía de la Iglesia del Espíritu Santo y el hospital barroco.